# Johann Andreas Wagner
Johann Andreas Wagner (1797 – 1861) fue un paleontólogo, zoólogo, y arqueólogo alemán.
Wagner fue profesor en la Universidad de Múnich, y curador del Zoologische Staatssammlung (Colección Zoológica Estatal).
Fue autor de Die Geographische Verbreitung der Säugethiere Dargestellt (1844-46).

## Algunas publicaciones
- Testacea fluviatilia quae in itinere per Brasiliam 1817-1820 ... collegit et pingenda curavit J.B.Spix, ediderunt F.a.Paula de Schrank et C.F.P. de Martius. - Monachii, Wolf [Múnich, Wolf] 1827

- Neues systematisches Conchylien-Cabinet. Nurenberg 1829

- De animalium invertebratorum distributione commentatio: quam consensu ... Academia Regia Friderico-Alexandrina Erlangensi ... pro docendi venia ... Ed. Schr. 31 pp. 1829

- Handbuch der Naturgeschichte, 1830

- Die Säugthiere in Abbildungen nach der Natur mit Beschreibungen. Erlangen 1836-1855

- Beiträge zur Kenntnis der warmblütigen Wirbelthiere Amerika’s. Múnich 1837

- Beschreibung eines neuentdeckten Ornithocephalus nebst allgemeinen Bemerkungen über die Organisation dieser Gattung. Múnich 1837

- Fossile Überreste von einem Affen und einigen andern Säugthieren aus Griechenland. Múnich 1840

- Handbuch der Naturgeschichte: zum Gebrauche für Studienanstalten und Gewerbschulen. Naturgeschichte des Pflanzenreichs, vol. 2, con Johann Nepomuk ¬von Fuchs. Ed. Dannheimer, 322 pp. 1843

- Die Geographische Verbreitung der Säugethiere Dargestellt. 1844-1846

- Mammalia: Birds. Reports on the progress of zoology and botany. Ed. Ray Society. 1845

- Geschichte der Urwelt, mit besonderer Berücksichtigung der Menschenrassen und des mosaischen Schöpfüngsberichtes. Leipzig 1845

- Abweisung der von ... H. Burmeister zu Gunsten des geologisch-vulkanistischen Fortschrittes und zu Ungunsten der mosaischen Schöpfungsurkunden vorgebrachten Behauptungen ... Ein Nachtrag zu meiner Geschichte der Urwelt. Leipzig 1845

- Charakteristik der in den Höhlen um Muggendorf aufgefundenen urweltlichen Säugthier-Arten. Vols. 4 y 6 de Abhandlungen der Bayerischen Akad. d. Wiss. München. Math.-Physik. Classe: Abh. d. 138 pp. 1851

- Naturwissenschaft und Bibel im Gegensatze zu dem Köhlerglauben des Herrn C. Vogt, etc. Stuttgart 1855

- Beiträge zur Kenntniss der in den lithographischen Schiefern abgelagerten urweltlichen Fische. Múnich 1861

- Monographie der fossilen Fische aus den lithographischen Schiefern Bayerns: Plakoiden und Pyknodonten, vol. 1, ed. Verlag der Akad. 76 pp. 1861

## Abreviatura (zoología)
La abreviatura Wagner  se emplea para indicar a Johann Andreas Wagner como autoridad en la descripción y taxonomía en zoología.